# 엇오각기둥
엇오각기둥(-五角-)은 밑면이 오각형인 엇각기둥을 말한다. 꼭짓점 배치는 3.3.3.5이고, 면은 12개, 모서리는 20개, 꼭짓점은 10개이다. 정이십면체에 오각뿔 2개를 서로 마주보게 자르고 남은 입체도형이다. 이는 팔각기둥과 관련이 있다. 왜냐하면 마름모육팔면체가 서로 맞붙인 두 사각지붕 사이에 정팔각기둥이 들어 있는데, 정이십면체도 이와 비슷하게 오각쌍뿔 사이에 엇정오각기둥을 끼워 넣은 것과 같기 때문이다. 즉 다시 말해 마름모육팔면체가 늘린 맞붙인 두 사각지붕이기 때문에 이를 이용하여 비틀어 늘린 맞븥인 오각쌍뿔이 정이십면체와 동일하다는 말이다. 그리고 거기에서 사각지붕을 하나 자르면 정팔각기둥에 정사각지붕 늘린 사각지붕이 되고, 정이십면체에서도 마찬가지로 오각뿔 하나를 잘라내면 엇정오각기둥에 정오각뿔 하나를 붙인 비틀어 늘린 오각뿔이 된다.특히 이것은 정팔각기둥에다 정사각지붕을 붙이면 늘린 사각지붕 다시 말해 마름모육팔면체에서 사각지붕 하나를 자른 것이 되는 것처럼 정오각뿔을 하나 붙이면 비틀어 늘린 오각뿔 즉 한 곳을 자른 정이십면체가 되는데, 이는 자른 정이십면체 및 자른/비튼 마름모십이이십면체들과 유사하다. 또한 여게이서 각각 특정 다면체를 붙이면 다시 정이십면체와 마름모육팔면체가 된다. '자른 정이십면체 및 자른 마름모십이이십면체, 비튼 마름모십이이십면체' 또는 자른 마름모십이이십면체와 비튼 마름모십이이십면체는 물론 지붕이 붙은 깎은 정다면체와 뿔이 붙은 정다면체와 각기둥 뿐만 아니라 뿔/지붕형 다면체와 이에 관련된 고른 다면체의 목록  문서도 같이 참고할 것.

## 속성
- 면:12개
- 꼭짓점:10개
- 모서리:20개